# 武田馨
武田 馨（たけだ かおる、1892年（明治25年）2月22日 - 1959年（昭和34年）9月16日）は、日本の陸軍軍人。最終階級は陸軍中将。

## 経歴
滋賀県出身。1913年（大正2年）5月、陸軍士官学校（25期）を卒業。同年12月、砲兵少尉に任官。1921年（大正10年）11月、陸軍大学校（33期）を卒業し、参謀本部に配属された。後にドイツ駐在を経験した。
1936年（昭和11年）4月、留守第12師団参謀となり、同年8月、砲兵大佐に昇進。1937年（昭和12年）3月、野砲兵第5連隊長に就任し日中戦争に出征。1938年（昭和13年）7月、第8師団参謀長に転じ満州に赴任。1939年（昭和14年）8月、陸軍少将に進級し関東軍高射砲司令官となる。1940年（昭和15年）12月、陸軍防空学校長に就任し太平洋戦争を迎えた。
1942年（昭和17年）5月、東部防空旅団長に就任し、同年8月、陸軍中将に進んだ。砲兵監部付を経て、1944年（昭和19年）4月、第53師団長に親補され、ビルマの戦いに従軍。1945年（昭和20年）2月、教育総監部付となり、同年3月、新設の高射兵監に就任し終戦を迎えた。
1947年（昭和22年）11月28日、公職追放仮指定を受けた。

## 栄典
勲章等
- 1940年（昭和15年）8月15日 - 紀元二千六百年祝典記念章[2]